# Mistrovství světa v ledním hokeji 2005

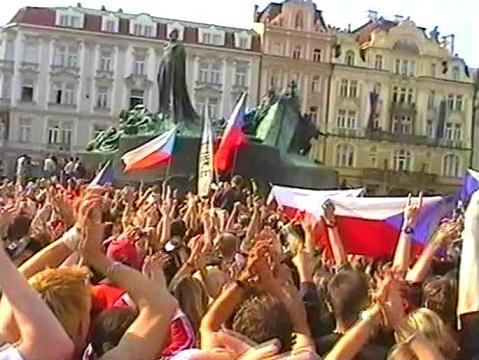
Přivítání mistrů světa na pražském Staroměstském náměstí 15. května 2005

69. Mistrovství světa v ledním hokeji se konalo ve Vídni a Innsbrucku v Rakousku od 30. dubna 2005 do 15. května 2005. Byl to hlavní turnaj sezóny, atraktivní zvláště kvůli stávce v NHL. Mistrem světa se stala reprezentace Česka, která ve finále porazila reprezentaci Kanady 3:0.

Mistrovství se zúčastnilo šestnáct mužstev, rozdělených do čtyř čtyřčlenných skupin, z nichž první tři týmy postoupily do dvou osmifinálových skupin,týmy z prvního až čtvrtého místa postoupily do play off. Mužstva, které skončila v základní skupině na čtvrtém místě, hrála ve skupině o udržení.

## Stadiony
| Vídeň                              | Innsbruck                              |
| Wiener Stadthalle Kapacita: 16 000 | Olympiahalle Innsbruck Kapacita: 7 800 |
|                                    |                                        |

## Výsledky a tabulky

### Skupina A
| P | Tým       | Z | V | R | P | GV | GI | +/- | B |
| - | --------- | - | - | - | - | -- | -- | --- | - |
| 1 | Slovensko | 3 | 2 | 1 | 0 | 13 | 5  | +8  | 5 |
| 2 | Rusko     | 3 | 2 | 1 | 0 | 9  | 5  | +4  | 5 |
| 3 | Bělorusko | 3 | 1 | 0 | 2 | 6  | 4  | +2  | 2 |
| 4 | Rakousko  | 3 | 0 | 0 | 3 | 3  | 17 | -14 | 0 |

 Rusko –  Rakousko 4:2 (1:1, 1:0, 2:1)
30. dubna 2005 (16:15) – Vídeň (Wiener Stadthalle)

Branky Ruska: 10:10 Alexandr Ovečkin, 23:10 Alexandr Charitonov, 56:18 Alexej Kovaljov, 59:51 Ilja Kovalčuk

Branky Rakouska: 15:48 Setzinger, 47:07 R. Divis

Rozhodčí: Matsuoka (CAN) – Blümel (CZE), Brodnicki (GER)

Vyloučení: 6:6 (0:1, 1:0)

Diváků: 8 400
Rusko: Sokolov – Vyšedkevič, Markov, Kalinin, Karpovcev, Proškin, Rjazancev, Gusev, Denisov – Kovaljov, Dacjuk, Charitonov – Jašin, Kozlov, F. Fjodorov – Antipov, Něprjajev, Kovalčuk – Afinogenov, Malkin, Ovečkin.
Rakousko: Brückler – Unterluggauer, Ulrich, A. Lakos, Viveiros, P. Lakos, Lukas, Stewart – Tratting, R. Divis, Ressmann – Setzinger, Kalt, Wesler – Harand, Kaspitz, Peintner – Schuller, Harand, Schader.
 Slovensko –  Bělorusko 2:1 (0:0, 0:0, 2:1)
30. dubna 2005 (20:15) – Vídeň (Wiener Stadthalle)

Branky Slovenska: 41:45 Marián Hossa, 56:32 Marián Gáborík

Branky Běloruska: 43:26 Kolcov

Rozhodčí: Reiber (SUI) – Doucette (CAN), Hamälainen (FIN).

Vyloučení: 5:2 (0:0)

Diváků: 8 400
Slovensko: Lašák – Višňovský, Štrbák, Chára, Graňák, Majeský, Suchý, Lintner, Vydarený – Pálffy, Stümpel, Zedník – Marián Hossa, Demitra, Gáborík – Bartečko, Šatan, Handzuš – Országh, Pucher, Juraj Štefanka.
Bělorusko: Mezin – Baško, Makrickij, Mikulčik, Jerkovič, Svito, Žurik, Kopat, Rjadinskij – Kolcov, Zadělenov, Cypljakov – Grabovskij, Skabelka, Ugarov – Dudik, Krutinov, Kosticyn – Strachov, Filin, Michaljov.
 Slovensko –  Rusko 3:3 (1:0, 1:2, 1:1)
2. května 2005 (16:15) – Vídeň (Wiener Stadthalle)

Branky Slovenska: 12:57 Žigmund Pálffy, 29:23 Marián Hossa, 41:27 Ľubomír Višňovský

Branky Ruska: 29:45 Ivan Něprjajev, 32:22 Andrej Markov, 57:39 Viktor Kozlov

Rozhodčí: Henriksson (Fin) – Doucette (CAN), Hämälainen (FIN).

Vyloučení: 5:7 (3:1)

Diváků: 8 400
Slovensko: Lašák – Višňovský, Štrbák, Chára, Graňák, Lintner, Suchý, Vydarený – Pálffy, Stümpel, Zedník – Marián Hossa, Demitra, Gáborík – Šatan, Handzuš, Bartečko – Országh, Pucher, Juraj Štefanka.
Rusko: Sokolov – Vyšedkevič, A. Markov, Karpovcev, Denisov, Rjazancev, Proškin, Gusev, Kalinin – Kovaljov, Dacjuk, Charitonov – Viktor Kozlov, Jašin, Kovalčuk – Antipov, Něprjajev, F. Fjodorov – Afinogenov, Malkin, Ovečkin.
 Bělorusko –  Rakousko 5:0 (1:0, 2:0, 2:0)
2. května 2005 (20:15) – Vídeň (Wiener Stadthalle)

Branky Běloruska: 14:41 Grabovskij, 29:43 Grabovskij, 38:58 Zadělenov, 44:19 Grabovskij, 49:43 Grabovskij

Branky Rakouska: nikdo

Rozhodčí: Minář (CZE) – Karlsson (SWE), Popovič (SVK)

Vyloučení: 9:7 (3:0)

Diváků: 8 400
Rakousko: Brückler – Unterluggauer, Ulrich, P. Lakos, R. Lukas, A. Lakos, Viveiros, Stewart – Tratting, R. Divis, Ressmann – Ch. Harand, Kaspitz, Peintner – Setzinger, Kalt, Welser – Schuller, Schaden, P. Harand.
Bělorusko: Mezin – Baško, Makrickij, Mikulčik, Jerkovič, Žurik, Svito, Kopat – Kolcov, Grabovskij, Cypljakov – Skabelka, Zadělenov, Kosticyn – Krutikov, Dudik, Michaljov – Filin, Strachov, Ugarov.
 Rusko –  Bělorusko 2:0 (0:0, 1:0, 1:0)
4. května 2005 (16:15) – Vídeň (Wiener Stadthalle)

Branky Ruska: 28:22 Alexandr Charitonov, 51:40 Sergej Vyšedkejevič

Branky Běloruska: nikdo

Rozhodčí: Schütz (Něm) – Hämäläinen (FIN), Karlsson (SWE)

Vyloučení: 2:3 (0:0)

Diváků: 6 000.
Rusko: Zvjagin – Vyšedkevič, A. Markov, Karpovcev, Denisov, Rjazancev, Proškin, Gusev, Kalinin – Kovaljov, Dacjuk, Charitonov – Viktor Kozlov, Jašin, Kovalčuk – Antipov, Něprjajev, F. Fjodorov – Afinogenov, Malkin, Ovečkin.
Bělorusko: Mezin – Baško, Makrickij, Mikulčik, Jerkovič, Žurik, Svito, Kopat, Rjadinskij – Kolcov, Grabovskij, Cypljakov – Zadělenov, Skabelka, Kosticyn – Strachov, Krutikov, Ugarov – Dudik.
 Slovensko –  Rakousko 8:1 (1:0, 2:0, 5:1)
4. května 2005 (20:15) – Vídeň (Wiener Stadthalle)

Branky Slovenska: 2:44 Marián Gáborík, 21:06 Žigmund Pálffy, 33:52 Ľubomír Višňovský, 41:56 Marián Hossa, 50:28 Martin Štrbák, 55:04 Michal Handzuš, 55:28 Martin Štrbák, 55:47 Žigmund Pálffy

Branky Rakouska: 48:08 Unterluggauer

Rozhodčí: T. Andersson (SWE) – Blümel (CZE), Brodnicki (GER).

Vyloučení: 7:11 (3:1)

Diváků: 8 300
Slovensko: Staňa – Višňovský, Štrbák, Suchý, Lintner, Chára, Graňák, Vydarený – Pálffy, Stümpel, Zedník – Bartečko, Šatan, Hanzuš – Marián Hossa, Demitra, Gáborík – Országh, Pucher, Juraj Štefanka.
Rakousko: Machreich – Unterluggauer, Ulrich, A. Lakos, Viveiros, P. Lakos, Lukas, Stewart – Trattnig, R. Divis, Ressmann – Setzinger, Kalt, Wesler – Ch. Harand, Kaspitz, Peintner – Schuller, P. Harand, Schaden – Horsky.

### Skupina B
| P | Tým       | Z | V | R | P | GV | GI | +/- | B |
| - | --------- | - | - | - | - | -- | -- | --- | - |
| 1 | Kanada    | 3 | 3 | 0 | 0 | 17 | 5  | +12 | 6 |
| 2 | USA       | 3 | 2 | 0 | 1 | 11 | 4  | +7  | 4 |
| 3 | Lotyšsko  | 3 | 1 | 0 | 2 | 8  | 10 | -2  | 2 |
| 4 | Slovinsko | 3 | 0 | 0 | 3 | 1  | 18 | -17 | 0 |

 Lotyšsko –  Kanada 4:6 (1:1, 1:4, 2:1)
30. dubna 2005 (16:15) – Innsbruck (Olympiahalle Innsbruck)

Branky Lotyšska: 3:29 Semjonovs, 30:55 Ankipans, 46:16 Sprukts, 49:00 Skrastinš

Branky Kanady: 2:57 Brendan Morrison, 27:49 Joe Thornton, 34:00 Rick Nash, 35:32 Patrick Marleau, 36:50 Rick Nash, 54:17 Rick Nash

Rozhodčí: Schütz (GER) – Pouzar (CZE), Fonselius (FIN)

Vyloučení: 4:7 (1:4)

Diváků: 5 344.
Lotyšsko: Masalskis (37. Irbe) – Lavinš, Ignatěvs, Saviels, Skrastinš, Sorokins, Tribuncovs, Galvinš – Cipulis, Sprukts, Ankipans – Vasiljevs, Pantěljejevs, Cipruss – Tambijevs, Niživijs, Semjonovs – Ziedinš, Širokovs, Redlihs.
Kanada: Brodeur – Redden, Hannan, Regehr, Jovanovski, Souray, Boyle, Phillips – Heatley, Morrison, Smyth – Nash, Thornton, Gagne – Walker, Marleau, Morrow – Fisher, Draper, Maltby.
 USA –  Slovinsko 7:0 (3:0, 2:0, 2:0)
1. května 2005 (16:15) – Innsbruck (Olympiahalle Innsbruck)

Branky USA: 0:31 Mike Knuble, 16:34 Adam Hall, 18:59 Mark Parrish, 25:48 Mike Knuble, 27:57 Jeff Halpern, 51:19 Yan Stastny, 58:34 Brian Gionta

Branky Slovinska: nikdo

Rozhodčí: Bulanov – Oskirko (RUS), Takula (SWE)

Vyloučení: 4:5 (1:0, 1:0)

Diváků: 4 540.
USA: DiPietro – Gill, Liles, Martin, Miller, Leopold, Hauer, Roach – Park, Modano, Cole – York, Weight, Parrish – Stastny, Halpern, Knuble – Legwand, Gionta, Hall.
Slovinsko: Kristan – Ciglenečki, Varl, Dervarič, Robar, Rebolj, Goličič, Zajc, Sotlar – Razingar, Kopitar, M. Rodman – Terglav, Jan, Kontrec – Žagar, Avgustinčič, Rožič – D. Rodman, Hafner, Šivic.
 USA –  Lotyšsko 3:1 (0:1, 1:0, 2:0)
3. května 2005 (20:15) – Innsbruck (Olympiahalle Innsbruck)

Branky USA: 33:36 Doug Weight, 47:44 Mark Parrish, 59:58 Mark Parrish

Branky Lotyšska: 16:17 Sprukts

Rozhodčí: Šindler (CZE) – Vasko (BEL), Fonselius (FIN)

Vyloučení: 6:5 (1:1)

Diváků: 6 500.
USA: Conklin – Gill, Liles, Martin, Miller, Roach, Hauer, Leopold – Knuble, Modano, Cole – Parrish, Weight, York – Park, Halpern, Gionta – Legwand, Stastny, Hall.
Lotyšsko: Irbe – Saviels, Skrastinš, Sorokins, Tribuncovs, Lavinš, Ignatěvs, Galvinš – Cipruss, Pantěljejevs, Vasiljevs – Semjonovs, Niživijs, Tambijevs – Ankipans, Sprukts, Cipulis – Redlihs, Širokovs, Ziedinš.
 Kanada –  Slovinsko 8:0 (3:0, 2:0, 3:0)
3. května 2005 (16:15) – Innsbruck (Olympiahalle Innsbruck)

Branky Kanady: 1:03 Joe Thornton, 5:08 Joe Thornton, 13:17 Brendan Morrison, 21:49 Kirk Maltby, 32:58 Simon Gagne, 44:53 Rick Nash, 46:43 Brendan Morrison, 54:23 Ryan Smyth

Branky Slovinska: nikdo

Rozhodčí: Lauff (SVK) – Pouzar (CZE), Takula (SWE)

Vyloučení: 4:5 (1:0)

Diváků: 5 500
Kanada: Luongo – Souray, Boyle, Hannan, Redden, Regehr, Jovanovski, Phillips – Doan, Draper, Maltby – Nash, Thornton, Gagne – Heatley, Morrison, Smyth – Walker, Marleau, Morrow
Slovinsko: Glavič – Ciglenečki, Varl, Dervarič, Robar, Rebolj, Goličič, Zajc, Sotlar – M. Rodman, Kopitar, Razingar – Terglav, Jan, Kontrec – Rožič, Avgustinčič, Žagar – Šivic, Hafner, D. Rodman.
 Slovinsko –  Lotyšsko 1:3 (0:1, 1:1, 0:1)
5. května 2005 (16:15) – Innsbruck (Olympiahalle Innsbruck)

Branky Slovinska: 31:55 Goličič

Branky Lotyšska: 12:17 Cipulis, 25:51 Tribuncovs, 59:35 Ankipans

Rozhodčí: Minář – Pouzar (CZE), Halecký (SVK)

Vyloučení: 9:4 (0:1)

Diváků: 6 000.
Slovinsko: Glavič – Ciglenečki, Varl, Zajc, Rebolj, Dervarič, Robar – Jan, Kopitar, M. Rodman – Rožič, Goličič, Žagar – Terglav, Avgustinčič, Kontrec, – Šivic, Hafner, D. Rodman.
Lotyšsko: Irbe – Saviels, Skrastinš, Sorokins, Tribuncovs, Lavinš, Ignatěvs, Galvinš – Cipruss, Pantěljejevs, Vasiljevs – Semjonovs, Niživijs, Tambijevs – Ankipans, Sprukts, Cipulis – Redlihs, Širokovs, Ziedinš.
 Kanada –  USA 3:1 (0:0, 2:1, 1:0)
5. května 2005 (20:15) – Innsbruck (Olympiahalle Innsbruck)

Branky Kanady: 20:51 Rick Nash, 31:29 Rick Nash, 52:22 Joe Thornton

Branky USA: 25:16 Mike Knuble

Rozhodčí: Reiber (SUI) – Takula (SWE), Fonselius (FIN)

Vyloučení: 7:4 (1:1)

Diváků: 7 200
Kanada: Brodeur – Regehr, Jovanovski, Souray, Hannan, Redden, Phillips, Boyle – Nash, Thornton, Gagne – Heatley, Morrison, Doan – Smyth, Draper, Maltby – Fisher, Marleau, Morrow – Walker. Coach: Marc Habscheid
USA: DiPietro – Gill, Roach, Martin, Miller, Leopold, Hauer, Liles – Parrish, Weight, Park – Knuble, Modano, Cole – York, Halpern, Gionta – Legwand, Stastny, Hall. Coach: Peter Laviolette.

### Skupina C
| P | Tým      | Z | V | R | P | GV | GI | +/- | B |
| - | -------- | - | - | - | - | -- | -- | --- | - |
| 1 | Švédsko  | 3 | 3 | 0 | 0 | 15 | 3  | +12 | 6 |
| 2 | Finsko   | 3 | 2 | 0 | 1 | 7  | 7  | 0   | 4 |
| 3 | Ukrajina | 3 | 1 | 0 | 2 | 5  | 8  | -3  | 2 |
| 4 | Dánsko   | 3 | 0 | 0 | 3 | 2  | 11 | -9  | 0 |

 Finsko –  Dánsko 2:1 (1:0, 0:0, 1:1)
30. dubna 2005 (20:15) – Innsbruck (Olympiahalle Innsbruck)

Branky Finska: 18:42 Jere Karalahti, 41:43 Niko Kapanen

Branky Dánska: 59:02 K. Degn

Rozhodčí: Lauff (SVK) – Wasko (BEL), Feola (USA)

Vyloučení: 4:5 (1:0)

Diváků: 5 500
Finsko: Norrena – Karalahti, Timonen, Nummelin, Niemi, Kukkonen, Väänänen – Kallio, Peltonen, Olli Jokinen – Hentunen, Niko Kapanen, Pärssinen – Hahl, Rita, Hagman – Eloranta, Pakaslahti, Jarkko Ruutu.
Dánsko: P. Hirsch – Andreasen, Damgaard, Schioldan, Dahlmann, Akesson, Johnsen, Möller – Andersen, Green, Staal – Regin, Nielsen, Hansen – L. Degn, Monberg, K. Degn – Kjärgaard, Smidt, Grey.
 Ukrajina –  Švédsko 2:3 (0:2, 2:0, 0:1)
1. května 2005 (20:15) – Innsbruck (Olympiahalle Innsbruck)

Branky Ukrajiny: 26:32 Savenko, 32:37 Klimentěv

Branky Švédska: 5:17 Magnus Kahnberg, 9:07 Kenny Jönsson, 50:08 Daniel Alfredsson

Rozhodčí: Šindler (CZE) – Laschowski (CAN), Halecký (SVK).

Vyloučení: 9:3 (0:1)

Diváků: 4 500
Ukrajina: Simčuk – Klimentěv, Tolkunov, V. Timčenko, Srjubko, Guňko, Ljutkevič, O. Timčenko, Pobědonoscev – Litviněnko, Cyrul, Salnikov – Šachrajčuk, Varlamov, Kasjančuk – Matvijčuk, Savenko, Bobrovnikov – Zavalňuk, Semenčenko, Isajenko.
Švédsko: Lundqvist – Kronwall, Bäckman, Norström, M. Johansson, Rhodin, Kenny Jönsson, R. Sundin – Alfredsson, Pahlsson, Höglund – Weinhandl, Hedström, Zetterberg – Nordström, Jörgen Jönsson, Kahnberg – Daniel Sedin, Henrik Sedin, Samuelsson.
 Finsko –  Ukrajina 4:1 (1:0, 2:1, 1:0)
2. května 2005 (16:15) – Innsbruck (Olympiahalle Innsbruck)

Branky Finska: 8:31 Antti - Jussi Niemi, 23:55 Ville Peltonen, 27:20 Kimmo Timonen, 57:38 Jukka Hentunen

Branky Ukrajiny: 35:38 Varlamov

Rozhodčí: Schütz (GER) – Laschowski (CAN), Halecký (SVK)

Vyloučení: 5:9 (1:1)

Diváků: 4 500
Finsko: Bäckström – Karalahti, Timonen, Nummelin, Niemi, Kukkonen, Väänänen – Kallio, Peltonen, Olli Jokinen – Hentunen, Niko Kapanen, Pärssinen – Hahl, Rita, Hagman – Eloranta, Pakaslahti, Jarkko Ruutu.
Ukrajina: Simčuk – Klimentěv, Tolkunov, V. Timčenko, Srjubko, Guňko, Ljutkevič, Pobědonoscev -Litviněnko, Cyrul, Salnikov – Šachrajčuk, Varlamov, Kasjančuk – Matvijčuk, Savenko, Bobrovnikov.
 Švédsko –  Dánsko 7:0 (2:0, 3:0, 2:0)
2. května 2005 (16:15) – Innsbruck (Olympiahalle Innsbruck)

Branky Švédska: 9:33 Daniel Sedin, 12:58 Per-Johan Axelsson, 25:29 Daniel Sedin, 32:29 Daniel Alfredsson, 38:05 Magnus Kahnberg, 47:19 Jonathan Hedström, 56:47 Henrik Sedin

Branky Dánska: nikdo

Rozhodčí: Reiber (SUI) – Oškirko (RUS), Feola (USA)

Vyloučení: 2:2 (0:0)

Diváků: 5 000
Švédsko: Lundqvist – Kronwall, Bäckman, Rhodin, Kenny Jönsson, M. Johansson, R. Sundin, Norström – Alfredsson, Pahlsson, Axelsson – Weinhandl, Hedström, Zetterberg – Nordström, Jörgen Jönsson, Kahnberg – Daniel Sedin, Henrik Sedin, M. Samuelsson. Coach: Bengt-Ake Gustafsson.
Dánsko: P. Hirsch – Andreasen, Damgaard, Schioldan, Dahlmann, Akesson, Johnsen, Möller – Andersen, Green, K. Degn – Regin, F. Nielsen, Hansen – L. Degn, True, Monberg – Kjärgaard, Smidt, Grey. Coach: Mikael Lundström
 Dánsko –  Ukrajina 1:2 (0:0, 1:1, 0:1)
4. května 2005 (16:15) – Innsbruck (Olympiahalle Innsbruck)

Branky Dánska: 28:28 L. Degn

Branky Ukrajiny: 34:57 Varlamov, 57:48 Savenko

Rozhodčí: Looker – Feola (USA), Vasko (BEL)

Vyloučení: 4:6 (1:0)

Diváků: 4 000
Dánsko: P. Hirsch – Schioldan, Dahlmann, Andreasen, Damgaard, Akesson, Johnsen, Möller – Andersen, Green, K. Degn – Regin, F. Nielsen, Kjargaard – L. Degn, True, Monberg – Smidt, Grey.
Ukrajina: Simčuk – Klimentěv, Tolkunov, Zavalňuk, Srjubko, Guňko, Isajenko, O. Timčenko, V. Timčenko – Litviněnko, Cyrul, Salnikov – Šachrajčuk, Varlamov, Kasjančuk – Savenko, Semenčenko Bobrovnikov – Matvijčuk.
 Švédsko –  Finsko 5:1 (2:1, 2:0, 1:0)
4. května 2005 (20:15) – Innsbruck (Olympiahalle Innsbruck)

Branky Švédska: 2:17 Niklas Kronwall, 16:03 Ronnie Sundin, 27:11 Jonathan Hedström, 34:40 Samuel Påhlsson, 58:18 Jonathan Hedström.

Branky Finska: 0:50 Antti - Jussi Niemi

Rozhodčí: Bulanov – Oskirko (RUS), Laschowski (CAN)

Vyloučení: 6:9 (2:0)

Diváků: 7 000
Švédsko: Lundqvist – Norström, Kronwall, Rhodin, Bäckman, R. Sundin, M. Johansson – Alfredsson, Pahlsson, Axelsson – Weinhandl, Hedström, Zetterberg – Nordström, Jörgen Jönsson, Kahnberg – Daniel Sedin, Henrik Sedin, M. Samuelsson – Höglund.
Finsko: Norrena – Karalahti, Timonen, Nummelin, Niemi, Kukkonen, Väänänen, Saravo – Kallio, Olli Jokinen, Peltonen – Hentunen, Niko Kapanen, Pärssinen – Hahl, Rita, Hagman – Eloranta, Pakaslahti, Jarkko Ruutu.

### Skupina D
| P | Tým        | Z | V | R | P | GV | GI | +/- | B |
| - | ---------- | - | - | - | - | -- | -- | --- | - |
| 1 | Česko      | 3 | 3 | 0 | 0 | 6  | 1  | +5  | 6 |
| 2 | Švýcarsko  | 3 | 2 | 0 | 1 | 8  | 5  | +3  | 4 |
| 3 | Kazachstán | 3 | 1 | 0 | 2 | 3  | 4  | -1  | 2 |
| 4 | Německo    | 3 | 0 | 0 | 3 | 2  | 9  | -7  | 0 |

 Česko –  Švýcarsko 3:1 (2:1, 0:0, 1:0)
1. května 2005 (16:15) – Vídeň (Wiener Stadthalle)

Branky Česka: 4:52 Václav Prospal, 7:31 Jaromír Jágr, 45:46 František Kaberle

Branky Švýcarska: 12:42 Blindenbacher

Rozhodčí: Looker (USA) – Šeljanin (RUS), Karlsson (SWE)

Vyloučení: 5:8 (3:1)

Diváků: 7 328.
Česko: Tomáš Vokoun – Marek Židlický, Jiří Fischer, Pavel Kubina, Jaroslav Špaček, Jiří Šlégr, Tomáš Kaberle, František Kaberle, Jan Hejda – Jaromír Jágr, Václav Prospal, Martin Straka – Petr Sýkora, David Výborný, Václav Varaďa – Radek Dvořák, Petr Čajánek, Martin Ručinský – Aleš Hemský, Josef Vašíček, Petr Průcha.
Švýcarsko: M. Gerber – Keller, Streit, Seger, Forster, Bezina, Blindenbacher, Vauclair – Paterlini, Ziegler, Rüthemann – di Pietro, Plüss, Della Rosa -Wischer, Jeannin, P. Fischer – Ambuhl, Conne, Lemm – Romy.
 Německo –  Kazachstán 1:2 (0:2, 1:0, 0:0)
1. května 2005 (20:15) – Vídeň (Wiener Stadthalle)

Branky Německa: 39:32 T. Martinec

Branky Kazachstánu: 1:24 Upper, 17:55 J. Koreškov

Rozhodčí: T. Andersson (SWE) – Lesňjak (SLO), Popovic (SUI)

Vyloučení: 7:7 (0:1)

Diváků: 6 500.
Německo: Jonas – Ehrhoff, Schauer, Kopitz, Retzer, Bakos, Renz, Pyka – Hecht, M. Goc, Kreutzer – T. Martinec, Benda, Fical – Lewandowski, Boos, Furchner – Felski, Barta, Morczinietz.
Kazachstán: Kolesnik – Koledajev, Argokov, Blochin, Antipin, Vasilčenko, Sokolov, Kovalenko, Litviněnko – Poliščuk, Alexandrov, Komisarov – Dudarev, Kozlov, Upper – Šafranov, A. Koreškov, J. Koreškov – Troščinskij, Ogorodnikov, Pčeljakov.
 Kazachstán –  Švýcarsko 1:2 (1:1, 0:0, 0:1)
3. května 2005 (16:15) – Vídeň (Wiener Stadthalle)

Branky Kazachstánu: 6:37 Litviněnko

Branky Švýcarska: 10:23 P. Fischer, 44:14 Jeannin

Rozhodčí: Matsuoka (CAN) – Blümel (CZE), Brodnicki (GER)

Vyloučení: 8:8 (0:1)

Diváků: 6 000.
Kazachstán: Kolesnik – Koledajev, Argokov, Blochin, Antipin, Sokolov, Kovalenko, Litviněnko – Poliščuk, Alexandrov, Komisarov – Dudarev, Kozlov, Upper – Šafranov, A. Koreškov, J. Koreškov – Troščinskij, Ogorodnikov, Pčeljakov.
Švýcarsko: M. Gerber – Keller, Streit, Vauclair, Blindenbacher, Bezina, Forster, Seger – Di Pietro, Plüss, Della Rosa – Romy, Conne, Ambühl – Wischer, Jeannin, P. Fischer – Paterlini, Ziegler, Rüthemann – Lemm.
 Česko –  Německo 2:0 (1:0, 0:0, 1:0)
3. května 2005 (20:15) – Vídeň (Wiener Stadthalle)

Branky Česka: 7:22 Pavel Kubina, 53:51 Petr Sýkora

Branky Německa: nikdo

Rozhodčí: Henriksson (FIN) – Šeljanin (RUS), Lešnjak (SLO).

Vyloučení: 6:7 (1:0)

Diváků: 8 300
Česko: Tomáš Vokoun – Jiří Šlégr, Tomáš Kaberle, Pavel Kubina, Jaroslav Špaček, Marek Židlický, Jiří Fischer, František Kaberle, Jan Hejda – Jaromír Jágr, Václav Prospal, Martin Straka – Petr Sýkora, David Výborný, Václav Varaďa – Radek Dvořák, Petr Čajánek, Martin Ručinský – Aleš Hemský, Josef Vašíček, Petr Průcha.
Německo: Müller – Bakos, Renz, Ehrhoff, Schauer, Kopitz, Retzer, Pyka, (21. Sulzer) – T. Martinec, Barta, Fical – Hecht, M. Goc, Kreutzer – Felski, Benda, Morczinietz – Lewandowski, Boos, Furchner.
 Česko –  Kazachstán 1:0 (0:0, 1:0, 0:0)
5. května 2005 (16:15) – Vídeň (Wiener Stadthalle)

Branky Česka: 30:44 Aleš Hemský

Branky Kazachstánu: nikdo

Rozhodčí: Lauff (SVK) – Šeljanin (RUS), Popovic (SUI)

Vyloučení: 5:8 (0:0)

Diváků: 7 041
Česko: Milan Hnilička – Jiří Šlégr, Tomáš Kaberle, Pavel Kubina, Jaroslav Špaček, Marek Židlický, Jiří Fischer, František Kaberle, Jan Hejda – Radek Dvořák, Václav Prospal, Martin Straka – Petr Sýkora, David Výborný, Václav Varaďa – Petr Průcha, Petr Čajánek, Martin Ručinský – Aleš Hemský, Josef Vašíček.
Kazachstán: Kolesnik – Antipin, Blochin, Litviněnko, Kovalenko, Koledajev, Sokolov, Argokov – Komisarov, Upper, Dudarev – Troščinskij, Pčeljakov, Ogorodnikov – A. Koreškov, J. Koreškov, Šafranov – R. Kozlov, Poliščuk, Alexandrov.
 Německo –  Švýcarsko 1:5 (1:1, 0:1, 0:3)
5. května 2005 (20:15) – Vídeň (Wiener Stadthalle)

Branky Německa: 15:10 Furchner

Branky Švýcarska: 5:39 Rüthemann, 28:28 Plüss, 48:33 P. Fischer, 52:00 Plüss, 52:55 Forster.

Rozhodčí: Andersson (SWE) – Doucette (CAN), Lešnjak (SLO).

Vyloučení: 6:10 (0:4, 0:1) + Benda (GER) na 5 min a do konce utkání.

Diváků: 7 500.
Německo: Jonas – Bakos, Renz, Ehrhoff, Schauer, Kopitz, Retzer, Pyka, Sulzer – Lewandowski, Boos, Furchner – T. Martinec, Benda, Fical – Hecht, M. Goc, Kreutzer – Felski, A. Barta, Morczinietz.
Švýcarsko: M. Gerber – Keller, Streit, Bezina, Blindenbacher, Seger, Forster, Vauclair – Paterlini, Ziegler, Rüthemann – Di Pietro, Plüss, Della Rosa – Ambühl, Conne, Romy – Wischer, Jeannin, P. Fischer.

### Osmifinále A
| P | Tým        | Z | V | R | P | GV | GI | +/- | B |
| - | ---------- | - | - | - | - | -- | -- | --- | - |
| 1 | Rusko      | 5 | 3 | 2 | 0 | 13 | 8  | +5  | 8 |
| 2 | Česko      | 5 | 4 | 0 | 1 | 15 | 5  | +10 | 8 |
| 3 | Slovensko  | 5 | 3 | 1 | 1 | 12 | 11 | +1  | 7 |
| 4 | Švýcarsko  | 5 | 2 | 1 | 2 | 9  | 10 | -1  | 5 |
| 5 | Bělorusko  | 5 | 1 | 0 | 4 | 4  | 11 | -7  | 2 |
| 6 | Kazachstán | 5 | 0 | 0 | 5 | 3  | 11 | -8  | 0 |

 Rusko –  Švýcarsko 3:3 (2:2, 1:1, 0:0)
6. května 2005 (20:15) – Vídeň (Wiener Stadthalle)

Branky Ruska: 2:28 Pavel Dacjuk, 5:11 Ilja Kovalčuk, 38:36 Alexej Kovaljov

Branky Švýcarska: 1:43 Lemm, 5:52 di Pietro, 22:38 Streit

Rozhodčí: Looker (USA) – Karlsson (SWE), Lesňjak (SLO)

Vyloučení: 6:10 (1:2)

Diváků: 6 300.
Rusko: Zvjagin – Vyšedkevič, A. Markov, Karpovcev, Denisov, Rjazancev, Proškin, Gusev, Kalinin – Kovaljov, Dacjuk, Charitonov – Viktor Kozlov, Jašin, Sjomin – Afinogenov, Zinovjev, Kovalčuk – F. Fjodorov, Malkin, Ovečkin.
Švýcarsko: Aebischer – Seger, Forster, Keller, Streit, Bezina, Blindenbacher, Vauclair – Paterlini, Ziegler, Rüthemann – Di Pietro, Plüss, Della Rosa – Bartschi, Conne, Romy – Wischer, Jeannin, P. Fischer – Lemm.
 Bělorusko –  Kazachstán 2:0 (0:0, 1:0, 1:0)
7. května 2005 (16:15) – Vídeň (Wiener Stadthalle)

Branky Běloruska: 29:20 Jerkovič, 59:58 Kolcov

Branky Kazachstánu: nikdo

Rozhodčí: Henriksson (FIN) – Blümel (CZE), Popovic (SUI).

Vyloučení: 4:5 (1:0)

Diváků: 4 500.
Bělorusko: Mezin – Baško, Makrickij, Mikulčik, Jerkovič, Žurik, Svito, Kopat, Rjadinskij – Kolcov, Grabovskij, Cypljakov – Zadělenov, Skabelka, Kosticyn – Dudik, Krutikov, Meleško – Ugarov, Michalev, Strachov.
Kazachstán: Kolesnik – Antipin, Blochin, Kovalenko, Mazunin, Koledajev, A. Sokolov, Novopašin, Koledajev, Argokov – Komisarov, Upper, Dudarev – Troščinskij, Pčeljakov, Alexandrov – A. Koreškov, J. Koreškov, Šafranov – R. Kozlov, Poliščuk, Ogorodnikov.
 Česko –  Slovensko 5:1 (2:0, 3:1, 0:0)
7. května 2005 (20:15) – Vídeň (Wiener Stadthalle)

Branky Česka: 1:49 Petr Sýkora, 14:24 Martin Straka, 30:51 Tomáš Kaberle, 31:31 Aleš Hemský, 32:23 Pavel Kubina

Branky Slovenska: 27:23 Martin Štrbák

Rozhodčí: T. Andersson (SWE) – Brodnicki (GER), Hämälainen (FIN)

Vyloučení: 5:4 (2:1)

Diváků: 8 100.
Česko: Tomáš Vokoun – Jiří Šlégr, Tomáš Kaberle, Pavel Kubina, Jaroslav Špaček, Marek Židlický, Jiří Fischer, František Kaberle, Jan Hejda – Jaromír Jágr, Václav Prospal, Martin Straka – Petr Sýkora, David Výborný, Jan Hlaváč – Radek Dvořák, Petr Čajánek, Martin Ručinský – Aleš Hemský, Radim Vrbata, Václav Varaďa.
Slovensko: Rastislav Staňa (33. Ján Lašák) – Ľubomír Višňovský, Martin Štrbák, Radoslav Suchý, Jaroslav Obšut, Zdeno Chára, Dominik Graňák, Richard Lintner, René Vydarený – Žigmund Pálffy, Jozef Stümpel, Richard Zedník – Ľuboš Bartečko, Miroslav Šatan, Michal Handzuš – Marián Hossa, Pavol Demitra, Marián Gáborík – Vladimír Országh, Peter Pucher, Juraj Štefanka.
 Slovensko –  Švýcarsko 3:1 (0:0, 2:1, 1:0)
8. května 2005 (16:15) – Vídeň (Wiener Stadthalle)

Branky Slovenska: 34:34 Miroslav Šatan, 38:29 Marián Hossa, 44:12 Žigmund Pálffy

Branky Švýcarska: 23:49 Rüthemann

Rozhodčí: Matsuoka (CAN) – Blümel (CZE), Lešňjak (SLO)

Vyloučení: 3:4 (1:1)

Diváků: 7 400
Slovensko: Lašák – Višňovský, Štrbák, Suchý, Obšut, Chára, Graňák, Lintner, Vydarený – Pálffy, Stümpel, Šatan – Marián Hossa, Demitra, Gáborík – Országh, Handuš, Zedník – Bartečko, Pucher, J. Štefanka.
Švýcarsko: M. Gerber – Vauclair, Bezina, Seger, Forster, Keller, Streit, Geyer – Wischer, Jeannin, Fischer – Paterlini, Rüthemann, Romy – Di Pietro, Plüss, Della Rosa – Ambühl, Conne, Lemm – Bartschi.
 Česko –  Rusko 1:2 (1:0, 0:1, 0:1)
8. května 2005 (20:15) – Vídeň (Wiener Stadthalle)

Branky Česka: 16:32 David Výborný

Branky Ruska: 32:59 Ilja Kovalčuk, 48:26 Alexandr Sjomin

Rozhodčí: Henriksson – Hämäläinen (FIN), Karlsson (SWE)

Vyloučení: 5:6 (1:2) + Martin Ručinský (CZE) na 10 minut.

Diváků: 7 400
Česko: Tomáš Vokoun – Jiří Šlégr, Tomáš Kaberle, Pavel Kubina, Jaroslav Špaček, Marek Židlický, Jiří Fischer, František Kaberle, Jan Hejda – Jaromír Jágr, Václav Prospal, Martin Straka – Petr Sýkora, David Výborný, Jan Hlaváč – Radek Dvořák, Petr Čajánek, Martin Ručinský – Radim Vrbata, Josef Vašíček, Václav Varaďa.
Rusko: Maxim Sokolov – Sergej Vyšedkejevič, Andrej Markov, Sergej Gusev, Dmitrij Kalinin, Alexandr Karpovcev, Denis Denisov, Alexandr Rjazancev , Vitalij Proškin – Alexej Kovaljov, Pavel Dacjuk, Alexandr Charitonov – Viktor Kozlov, Sergej Zinovjev, Ilja Kovalčuk – Vladimir Antipov, Alexej Jašin, Alexandr Sjomin – Maxim Afinogenov, Jevgenij Malkin, Ivan Něprjajev.
 Rusko –  Kazachstán 3:1 (0:0, 3:0, 0:1)
9. května 2005 (16:15) – Vídeň (Wiener Stadthalle)

Branky Ruska: 23:46 Pavel Dacjuk, 27:42 Alexandr Ovečkin, 35:47 Sergej Zinovjev

Branky Kazachstánu: 57:38 Dudarev

Rozhodčí: Andersson (SWE) – Brodnicki (GER), Popovic (SUI)

Vyloučení: 3:7 (0:0)

Diváků: 4 000
Rusko: Sokolov – Vyšedkevič, A. Markov, Karpovcev, Kalinin, Denisov, Rjazancev, Proškin – Kovaljov, Dacjuk, Ovečkin – Viktor Kozlov, Zinovjev, Kovalčuk – Antipov, Jašin, Sjomin – Afinogenov, Malkin, Něprjajev.
Kazachstán: Kolesnik (41. Ogurešnikov) – Antipin, Blochin, Kovalenko, Mazunin, Novopašin, A. Sokolov, Koledajev, Argokov – Komisarov, Upper, Dudarev – Troščinskij, Pčeljakov, Ogorodnikov – A. Koreškov, J. Koreškov, Šafranov – R. Kozlov, Poliščuk, Alexandrov.
 Švýcarsko –  Bělorusko 2:0 (1:0, 0:0, 1:0)
9. května 2005 (20:15) – Vídeň (Wiener Stadthalle)

Branky Švýcarska: 1:55 Bezina, 59:34 Ziegler

Branky Běloruska: nikdo

Rozhodčí: Henriksson (FIN) – Doucette (CAN), Šeljanin (RUS)

Vyloučení: 6:7 (0:0)

Diváků: 5 000
Švýcarsko: M. Gerber – Streit, Keller, Seger, Forster, Blindenbacher, Bezina, Vauclair – Paterlini, Rüthemann, Ziegler – Di Pietro, Plüss, Della Rosa – Ambühl, Conne, Romy – Jeannin, Fischer, Lemm.
Bělorusko: Mezin – Baško, Makrickij, Mikulčik, Rjadinskij, Žurik, Svito, Kopat – Kolcov, Grabovskij, Cypljakov – Zadělenov, Skabelka, Kosticyn – Dudik, Krutikov, Meleško – Ugarov, Michalev, Strachov.
 Slovensko –  Kazachstán 3:1 (1:1, 1:0, 1:0)
10. května 2005 (16:15) – Vídeň (Wiener Stadthalle)

Branky Slovenska: 5:58 Miroslav Šatan, 23:17 Žigmund Pálffy, 42:54 Michal Handzuš

Branky Kazachstánu: 9:47 Ogorodnikov

Rozhodčí: Looker (USA) – Blümel (CZE), Šeljanin (RUS)

Vyloučení: 6:10 (2:1)

Diváků: 6 500
Slovensko: Lašák – Višňovský, Štrbák, Chára, Graňák, Obšut, Suchý, Lintner, Vydarený – Pálffy, Stümpel, Šatan – Marián Hossa, Demitra, Gáborík – Zedník, Handuš, Bartečko – Marcel Hossa, Pucher, Juraj Štefanka.
Kazachstán: Ogurešnikov – Antipin, Blochin, Mazunin, Kovalenko, Novopašin, A. Sokolov, Koledajev, Argokov – Komisarov, Upper, Dudarev – Troščinskij, Pčeljakov, Ogorodnikov – A. Koreškov, J. Koreškov,
Šafranov – R. Kozlov, Poliščuk, Alexandrov.
 Česko –  Bělorusko 5:1 (1:0, 2:1, 2:0)
10. května 2005 (20:15) – Vídeň (Wiener Stadthalle)

Branky Česka: 16:28 Petr Čajánek, 26:43 Jan Hlaváč, 32:46 Jaromír Jágr, 46:42 Martin Straka, 49:41 Václav Varaďa

Branky Běloruska: 37:59 Kolcov

Rozhodčí: Matsuoka (CAN) – Lešňjak (SLO), Popovic (SUI)

Vyloučení: 4:3 (0:0)

Diváků: 5 900
Česko: Tomáš Vokoun – Jiří Šlégr, Tomáš Kaberle, Pavel Kubina, Jaroslav Špaček, Marek Židlický, Jiří Fischer, František Kaberle, Jan Hejda – Jaromír Jágr, Václav Prospal, Martin Straka – Petr Sýkora, David Výborný, Jan Hlaváč – Radek Dvořák, Petr Čajánek, Martin Ručinský – Radim Vrbata, Josef Vašíček, Václav Varaďa.
Bělorusko: Šabanov – Baško, Makrickij, Rjadinskij, Svito, Mikulčik, Kopat, Žurik – Kolcov, Grabovskij, Cypljakov – Zadělenov, Skabelka, Kosticyn – Ugarov, Krutinov, Meleško – Michaljov, Strachov, Dudik.

### Osmifinále B
| P | Tým      | Z | V | R | P | GV | GI | +/- | B |
| - | -------- | - | - | - | - | -- | -- | --- | - |
| 1 | Švédsko  | 5 | 4 | 0 | 1 | 23 | 13 | +10 | 8 |
| 2 | Kanada   | 5 | 3 | 1 | 1 | 18 | 14 | +4  | 7 |
| 3 | USA      | 5 | 2 | 2 | 1 | 14 | 10 | +4  | 6 |
| 4 | Finsko   | 5 | 1 | 3 | 1 | 12 | 13 | -1  | 5 |
| 5 | Lotyšsko | 5 | 1 | 1 | 3 | 9  | 18 | -9  | 3 |
| 6 | Ukrajina | 5 | 0 | 1 | 4 | 5  | 13 | -8  | 1 |

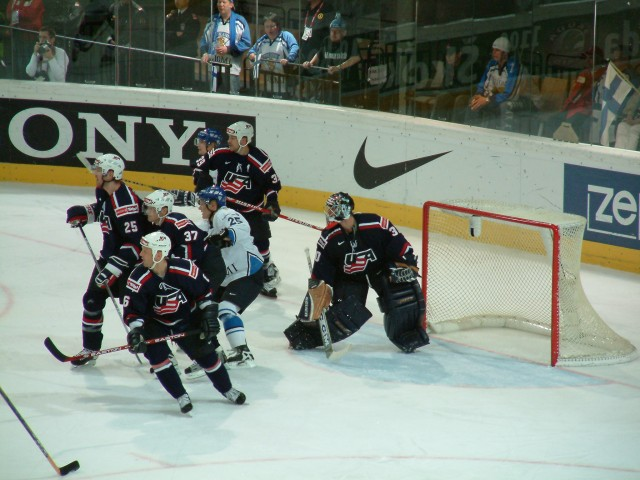
Fotografie ze zápasu USA – Finsko.

- s hvězdičkou = zápasy ze základní skupiny.

 USA –  Finsko 4:4 (1:1, 0:0, 3:3)
6. května 2005 (20:15) – Innsbruck (Olympiahalle Innsbruck)

Branky USA: 12:30 Richard Park, 45:16 Brett Hauer, 46:37 Mike Modano, 59:20 Mark Parrish

Branky Finska: 3:38 Timo Parssinen, 46:53 Niklas Hagman, 53:10 Olli Jokinen, 54:57 Jarkko Ruutu

Rozhodčí: Minář (CZE) – Oskirko (RUS), Halecký (SVK)

Vyloučení: 4:6 (2:2)

Diváků: 4 500
USA: Conklin – Gill, Roach, Martin, Miller, Hauer, Leopold, Liles – Parrish, Weight, Park – Knuble, Modano, Cole – Legwand, Stastny, Gionta – York, Halpern, Hall.
Finsko: Bäckström – Karalahti, Timonen, Nummelin, Niemi, Kukkonen, Väänänen, Saravo – Kallio, Olli Jokinen, Peltonen – Hentunen, Niko Kapanen, Pärssinen – Hagman, Jussi Jokinen, Rita – Eloranta, Pakaslahti, Hahl – Jarkko Ruutu.
 Lotyšsko –  Ukrajina 3:0 (0:0, 1:0, 2:0)
7. května 2005 (16:15) – Innsbruck (Olympiahalle Innsbruck)

Branky Lotyšska: 33:38 Tambijevs, 45:15 Skrastinš, 57:05 Semjonovs

Branky Ukrajiny: nikdo

Rozhodčí: Reiber (SUI) – Laschowski (CAN), Fonselius (FIN)

Vyloučení: 2:6 (0:0)

Diváků: 4 000
Lotyšsko: Irbe – Saviels, Skrastinš, Sorokins, Tribuncovs, Lavinš, Ignatěvs, Galvinš – Cipruss, Pantěljejevs, Macijevskis – Semjonovs, Niživijs, Tambijevs – Ankipans, Sprukts, Cipulis – Vasiljevs, Širokovs, Ziedinš.
Ukrajina: Simčuk – Klimentěv, Tolkunov, Zavalňuk, Srjubko, Guňko (27. O. Timčenko), Ljutkevič, V. Timčenko, Isajenko – Litviněnko, Cyrul, Salnikov – Šachrajčuk, Varlamov, Kasjančuk – Savenko,
Semenčenko, Bobrovnikov – Matvijčuk, Gniděnko.
 Kanada –  Švédsko 4:5 (2:1, 1:3, 1:1)
7. května 2005 (20:15) – Innsbruck (Olympiahalle Innsbruck)

Branky Kanady: 8:13 Joe Thornton, 8:48 Dany Heatley, 22:07 Shane Doan, 46:50 Rick Nash

Branky Švédska: 16:27 Daniel Sedin, 26:56 Samuel Påhlsson, 28:14 Mikael Samuelsson, 38:27 Henrik Zetterberg, 53:47 Kenny Jönsson

Rozhodčí: Bulanov (RUS) – Pouzar (CZE), Halecký (SVK)

Vyloučení: 8:6 (1:0)

Diváků: 6 500
Kanada: Brodeur – Redden, Hannan, Boyle, Souray, Jovanovski, Regehr, Phillips – Smyth, Draper, Maltby – Nash, Thornton, Gagne – Heatley, Morrison, Doan – Fisher, Marleau, Morrow.
Švédsko: Lundqvist – Kronwall, Bäckman, Norström, Lindström, R. Sundin, M. Johansson, Kenny Jönsson – Alfredsson, Pahlsson, Axelsson – Weinhandl, Hedström, Zetterberg – Nordström, Jörgen Jönsson, Kahnberg – Daniel Sedin, Henrik Sedin, M. Samuelsson – Höglund.
 Kanada –  Finsko 3:3 (0:1, 1:1, 2:1)
8. května 2005 (16:15) – Innsbruck (Olympiahalle Innsbruck)

Branky Kanady: 39:10 Wade Redden, 48:58 Rick Nash, 49:49 Patrick Marleau

Branky Finska: 11:00 Niklas Hagman, 24:02 Jukka Hentunen, 46:19 Tomi Kallio

Rozhodčí: Lauff (SVK) – Pouzar (CZE), Oskirko (RUS)

Vyloučení: 4:3 (0:1)

Diváků: 5 000
Kanada: Luongo – Redden, Hannan, Boyle, Souray, Jovanovski, Regehr, Phillips – Maltby, Draper, Smyth – Nash, Thornton, Gagne – Heatley, Morrison, Doan – Fisher, Marleau, Morrow.
Finsko: Bäckström – Karalahti, Söderholm, Nummelin, Niemi, Kukkonen, Väänänen, Saravo – Kallio, Olli Jokinen, Hagman – Hentunen, Niko Kapanen, Pärssinen – Jussi Jokinen, Viuhkola, Rita – Eloranta, Pakaslahti, Jarkko Ruutu – Hahl.
 Švédsko –  USA 1:5 (0:1, 0:2, 1:2)
8. května 2005 (20:15) – Innsbruck (Olympiahalle Innsbruck)

Branky Švédska: 50:23 Johan Franzén

Branky USA: 42 Mike Knuble, 26:21 Yan Stastny, 27:40 Erik Cole, 47:39 Mike Modano, 48:43 Brian Gionta

Rozhodčí: Schütz (GER) – Fonselius (FIN), Vaško (BLR)

Vyloučení: 4:8 (0:1)

Diváků: 5 000
Švédsko: Lundqvist – Kronwall, Bäckman, Rhodin, Kenny Jönsson, R. Sundin, M. Johansson, Norström – Alfredsson, Pahlsson, Axelsson – Weinhandl, Hedström, Zetterberg – Daniel Sedin, Henrik Sedin, M. Samuelsson – Franzén, Jörgen Jönsson, Kahnberg – Höglund.
USA: DiPietro – Martin, Miller, Gill, Roach, Leopold, Liles, Hauer – Parrish, Weight, Park – Knuble, Modano, Cole – Halpern, Stastny, Parise – York, Gionta, Legwand – Hall.
 USA –  Ukrajina 1:1 (0:0, 0:1, 1:0)
9. května 2005 (16:15) – Innsbruck (Olympiahalle Innsbruck)

Branky USA: 42:45 Brett Hauer

Branky Ukrajiny: 30:15 Kasjančuk

Rozhodčí: Lauff (SVK) – Takula (SWE), Oskirko (RUS)

Vyloučení: 6:9 (1:0)

Diváků: 1 000
USA: Conklin – Suter, Martin, Hauer, Leopold, Miller, Gill, Liles – Knuble, Modano, Cole – Roach, Weight, Legwand – Parise, Stastny, Gionta – York, Halpern, Hall.
Ukrajina: Simčuk – Klimentěv, Tolkunov, Isajenko, Srjubko, Ljutkevič, Guňko – Varlamov, Cyrul, Salnikov – O. Timčenko, Zavalňuk, Matvijčuk – Litviněnko, Bobrovnikov, Savenko – Gniděnko, Semenčenko, Kasjančuk.
 Finsko –  Lotyšsko 0:0
9. května 2005 (20:15) – Innsbruck (Olympiahalle Innsbruck)

Rozhodčí: Reiber (SUI) – Halecký (SVK), Laschowski (CAN)

Vyloučení 2:4 (0:0)

Diváků: 2 500
Finsko: Bäckström – Karalahti, Timonen, Nummelin, Niemi, Kukkonen, Väänänen, Söderholm – Kallio, Olli Jokinen, Hagman – Hentunen, Niko Kapanen, Pärssinen – Jussi Jokinen, Viuhkola, Peltonen – Eloranta, Pakaslahti, Jarkko Ruutu – Rita.
Lotyšsko: Irbe – Sorokins, Tribuncovs, Saviels, Skrastinš, Lavinš, Ignatěvs, Galvinš – Cipruss, Širokovs, Pantěljejevs – Semjonovs, Niživijs, Tambijevs – Ankipans, Sprukts, Cipulis – Redlihs, Vasiljevs, Ziedinš – Macijevskis.
 Ukrajina –  Kanada 1:2 (1:1, 0:0, 0:1)
10. května 2005 (16:15) – Innsbruck (Olympiahalle Innsbruck)

Branky Ukrajiny: 10:43 Srjubko

Branky Kanady: 6:43 Brendan Morrison, 49:54 Rick Nash

Rozhodčí: Šindler (CZE) – Feola (USA), Takula (SWE)

Vyloučení: 7:4 (0:1)

Diváků: 1 500
Ukrajina: Simčuk – Klimentěv, Tolkunov, V. Timčenko, Ljutkevič, Isajenko, Srjubko, Zavalňuk – Varlamov, Cyrul, Salnikov – Litviněnko, Bobrovnikov, Savenko – Gniděnko, Semenčenko, Kasjančuk – Matvijčuk.
Kanada: Brodeur – Boyle, Redden, Hannan, Phillips, Jovanovski, Regehr, Souray – Nash, Thornton, Gagne – Heatley, Morrison, Doan – Maltby, Draper, Smyth – Fisher, Marleau, Morrow.
 Švédsko –  Lotyšsko 9:1 (3:0, 2:0, 4:1)
10. května 2005 (20:15) – Innsbruck (Olympiahalle Innsbruck)

Branky Švédska: 0:28 Niklas Kronwall, 14:47 Daniel Alfredsson, 19:15 Christian Bäckman, 21:05 Thomas Rhodin, 36:10 Magnus Johansson, 40:24 Jörgen Jönsson, 46:41 Jörgen Jönsson, 47:01 Peter Nordström, 52:50 Jonas Höglund

Branky Lotyšska: 50:04 Ziedinš

Rozhodčí: Schütz (GER) – Halecký (SVK), Laschowski (CAN)

Vyloučení: 7:8 (4:0)

Diváků: 3 000
Švédsko: Lundqvist – Kronwall, Bäckman, Rhodin, Kenny Jönsson, R. Sundin, M. Johansson, Norström – Alfredsson, Pahlsson, Axelsson – Weinhandl, Zetterberg, Hedström – Daniel Sedin, Henrik Sedin, M. Samuelsson – Nordström, Jörgen Jönsson, Höglund – Franzén.
Lotyšsko: Irbe (21. Masalskis) – Sorokins, Tribuncovs, Saviels, Skrastinš, Lavinš, Ignatěvs, Bartulis, Galvinš – Cipruss, Širokovs, Pantěljejevs – Semjonovs, Niživijs, Tambijevs – Ankipans, Sprukts, Cipulis – Redlihs, Vasiljevs, Ziedinš.

### Play off
|  | Čtvrtfinále | Čtvrtfinále |        |         | Semifinále  | Semifinále  |  |  | Finále | Finále |
|  |             |             |        |         |             |             |  |  |        |        |
|  |             |             |        |         |             |             |  |  |        |        |
|  |             |             |        |         |             |             |  |  |        |        |
|  | Česko       | 3           |        |         |             |             |  |  |        |        |
|  | Česko       | 3           |        |         |             |             |  |  |        |        |
|  | USA         | 2           |        |         |             |             |  |  |        |        |
|  | USA         | 2           | Česko  | 3       |             |             |  |  |        |        |
|  |             |             | Česko  | 3       |             |             |  |  |        |        |
|  |             | Švédsko     | 2      |         |             |             |  |  |        |        |
|  | Švédsko     | Švédsko     | 2      | 2       |             |             |  |  |        |        |
|  | Švédsko     |             |        | 2       |             |             |  |  |        |        |
|  | Švýcarsko   | 1           |        |         |             |             |  |  |        |        |
|  | Švýcarsko   | 1           | Česko  | 3       |             |             |  |  |        |        |
|  |             |             | Česko  | 3       |             |             |  |  |        |        |
|  |             | Kanada      | 0      |         |             |             |  |  |        |        |
|  | Kanada      | Kanada      | 0      | 5       |             |             |  |  |        |        |
|  | Kanada      |             |        | 5       |             |             |  |  |        |        |
|  | Slovensko   | 4           |        |         |             |             |  |  |        |        |
|  | Slovensko   | 4           | Kanada | 4       | Třetí místo | Třetí místo |  |  |        |        |
|  |             |             | Kanada | 4       | Třetí místo | Třetí místo |  |  |        |        |
|  |             | Rusko       | 3      |         |             |             |  |  |        |        |
|  | Rusko       | Rusko       | 3      | 4       | Rusko       | 6           |  |  |        |        |
|  | Rusko       |             |        | 4       | Rusko       | 6           |  |  |        |        |
|  | Finsko      | 3           |        | Švédsko | 3           |             |  |  |        |        |
|  | Finsko      | 3           |        |         | 3           |             |  |  |        |        |
|  |             |             |        |         |             |             |  |  |        |        |
|  |             |             |        |         |             |             |  |  |        |        |

### Čtvrtfinále
Česko –  USA 3:2sn (0:1, 0:1, 2:0)
12. května 2005 (16:15) – Vídeň (Wiener Stadthalle)

Branky Česka: 41:40 Marek Židlický, 49:50 Jaroslav Špaček, rsn. Martin Ručinský

Branky USA: 9:18 Mike Modano, 25:47 Mark Parrish

Rozhodčí: Matsuoka (CAN) – Hämäläinen (FIN), Karlsson (SWE)

Vyloučení: 7:7 (0:1)

Diváků: 7 700
Česko: Tomáš Vokoun – Jiří Šlégr, Tomáš Kaberle, Pavel Kubina, Jaroslav Špaček, Marek Židlický, Jiří Fischer, František Kaberle, Jan Hejda – Jaromír Jágr, Václav Prospal, Martin Straka – Petr Sýkora, David Výborný, Jan Hlaváč – Radek Dvořák, Petr Čajánek, Martin Ručinský – Aleš Hemský, Josef Vašíček, Václav Varaďa
USA: Rick DiPietro – Andy Roach, Hal Gill, Aaron Miller, Paul Martin, Brett Hauer, Jordan Leopold, John-Michael Liles – Erik Cole, Mike Modano, Mike Knuble – Mark Parrish, Doug Weight, Mike York – Brian Gionta, Zach Parise, Yan Stastny – Kevyn Adams, Jeff Halpern, Adam Hall
 Kanada –  Slovensko 5:4 (2:2, 1:1, 2:1)
12. května 2005 (16:15) – Innsbruck (Olympiahalle Innsbruck)

Branky Kanady: 5:52 Dany Heatley, 16:47 Ryan Smyth, 24:21 Simon Gagne, 48:15 Simon Gagne, 55:38 Joe Thornton

Branky Slovenska: 0:45 Marián Gáborík, 8:22 Michal Handzuš, 34:08 Pavol Demitra, 43:46 Pavol Demitra

Rozhodčí: Andersson (SWE) – Fonselius (FIN), Takula (SWE)

Vyloučení: 7:8 (1:1, 0:1) + René Vydarený (SVK) na 10 minut.

Diváků: 6 000
Kanada: Brodeur – Boyle, Redden, Jovanovski, Regehr, Hannan, Phillips, Souray – Nash, Thornton, Gagne – Heatley, Morrison, Smyth – Maltby, Draper, Doan – Walker, Marleau, Morrow – Fisher.
Slovensko: Lašák – Višňovský, Štrbák, Chára, Graňák, Obšut, Suchý, Lintner, Vydarený – Pálffy, Stümpel, Šatan – Marián Hossa, Demitra, Gáborík – Zedník, Handzuš, Bartečko – Juraj Štefanka, Pucher, Marcel Hossa.
 Švédsko –  Švýcarsko 2:1 (1:1, 1:0, 0:0)
12. května 2005 (20:15) – Innsbruck (Olympiahalle Innsbruck)

Branky Švédska: 6:45 Niklas Kronwall, 24:43 Daniel Sedin

Branky Švýcarska: 1:20 Plüss

Rozhodčí: Minář (CZE) – Halecký (SVK), Laschowski (CAN)

Vyloučení: 6:7 (0:1) + Samuel Påhlsson (SWE) na 10 minut.

Diváků: 5 500
Švédsko: Lundqvist – Kronwall, Bäckman, Rhodin, Kenny Jönsson, R. Sundin, M. Johansson, Norström – Alfredsson, Pahlsson, Axelsson – Kahnberg, Zetterberg, Hedström – Nordström, Jörgen Jönsson, Höglund – Daniel Sedin, Henrik Sedin, M. Samuelsson – Franzén.
Švýcarsko: M. Gerber – Streit, Keller, Seger, Forster, Blindenbacher, Bezina, Vauclair, Geyer – Paterlini, Rüthemann, Ziegler – Di Pietro, Plüss, Della Rosa – Ambühl, Conne, Romy – Jeannin, Fischer, Lemm.
 Rusko –  Finsko 4:3sn (2:3, 1:0, 0:0)
12. května 2005 (20:15) – Vídeň (Wiener Stadthalle)

Branky Ruska: 16:03 Alexandr Ovečkin, 17:45 Sergej Gusev, 31:04 Pavel Dacjuk

Branky Finska: 7:34 Petri Pakaslahti, 12:13 Jukka Hentunen, 18:52 Kimmo Timonen

Samostatné nájezdy: Alexej Jašin, Pavel Dacjuk, Maxim Afinogenov – Niklas Hagman, Niko Kapanen.

Rozhodčí: Reiber (SUI) – Blümel (CZE), Doucette (CAN)

Vyloučení: 4:6 (1:2, 1:0) + Alexej Kovaljov (RUS) na 10 minut.

Diváků: 8 000
Rusko: Sokolov – Vyšedkevič, A. Markov, Gusev, Kalinin, Karpovcev, Denisov, Rjazancev, Proškin – Kovaljov, Dacjuk, Charitonov – Viktor Kozlov, Zinovjev, Kovalčuk – Antipov, Jašin, Sjomin – Afinogenov, Malkin, Ovečkin.
Finsko: Bäckström – Karalahti, Timonen, Nummelin, Niemi, Kukkonen, Väänänen, Söderholm – Kallio, Olli Jokinen, Peltonen – Hentunen, Niko Kapanen, Pärssinen – Jussi Jokinen, Viuhkola, Hagman – Rita, Pakaslahti, Jarkko Ruutu – Eloranta.

### Semifinále
Rusko –  Kanada 3:4 (0:3, 2:1, 1:0)
14. května 2005 (16:15) – Vídeň (Wiener Stadthalle)

Branky Ruska: 34:22 Alexandr Sjomin, 39:18 Alexej Jašin, 46:27 Alexandr Ovečkin

Branky Kanady: 1:38 Wade Redden, 5:46 Sheldon Souray , 10:37 Dany Heatley, 21:40 Ed Jovanovski

Rozhodčí: Henriksson (FIN) – Feola (USA), Takula (SWE)

Vyloučení: 7:5 (0:2) + Sergej Zinovjev, Andrej Markov (RUS) 10 minut.

Diváků: 8 400
Rusko: Sokolov – Vyšedkevič, A. Markov, Gusev, Kalinin, Karpovcev, Denisov, Rjazancev, Proškin – Kovaljov, Dacjuk, Charitonov – Viktor Kozlov, Jašin, Sjomin – Kovalčuk, Zinovjev, F. Fjodorov – Afinogenov, Malkin, Ovečkin.
Kanada: Brodeur – Jovanovski, Regehr, Boyle, Redden, Hannan, Souray, Phillips – Nash, Thornton, Gagné – Heatley, Morrison, Smyth – Maltby, Draper, Doan – Walker, Marleau, Morrow – Fisher.
 Česko –  Švédsko 3:2pp (0:0, 1:1, 1:1)
14. května 2005 (20:15) – Vídeň (Wiener Stadthalle)

Branky Česka: 35:03 Petr Čajánek, 45:16 Martin Straka, 64:43 Radek Dvořák

Branky Švédska: 31:39 Jonas Höglund, 52:05 Daniel Sedin

Rozhodčí: Looker (USA) – Šejlanin (RUS), Doucette (CAN)

Vyloučení: 7:6 (0:1)

Diváků: 8 400
Česko: Tomáš Vokoun – Jiří Šlégr, Tomáš Kaberle, Pavel Kubina, Jaroslav Špaček, Marek Židlický, Jiří Fischer, František Kaberle, Jan Hejda – Jaromír Jágr, Václav Prospal, Martin Straka – Petr Sýkora, David Výborný, Jan Hlaváč – Radek Dvořák, Petr Čajánek, Martin Ručinský – Aleš Hemský, Josef Vašíček, Václav Varaďa.
Švédsko: Henrik Lundqvist – Niklas Kronwall, Christian Bäckman, Thomas Rhodin, Mattias Norström, Ronnie Sundin, Magnus Johansson – Daniel Alfredsson, Samuel Påhlsson, Per-Johan Axelsson – Mattias Weinhandl, Henrik Zetterberg, Jonathan Hedström – Jonas Höglund, Peter Nordström, Jörgen Jönsson – Mikael Samuelsson, Henrik Sedin, Daniel Sedin – Johan Franzén

### Finále
Česko –  Kanada 3:0 (1:0, 0:0, 2:0)
15. května 2005 (20:15) – Vídeň (Wiener Stadthalle)

Branky Česka: 4:13 Václav Prospal, 43:12 Martin Ručinský, 59:07 Josef Vašíček

Branky Kanady: nikdo

Rozhodčí: T. Andersson – Karlsson (SWE), Hämäläinen (FIN)

Vyloučení: 10:10 (0:0, 1:0) + Dany Heatley (CAN) na 10 minut.

Diváků: 7 999
Česko: Tomáš Vokoun – Jiří Šlégr, Tomáš Kaberle, Pavel Kubina, Jaroslav Špaček, Marek Židlický, Jiří Fischer, František Kaberle, Jan Hejda – Jaromír Jágr, Petr Čajánek, Martin Ručinský – Radek Dvořák, Václav Prospal, Martin Straka – Aleš Hemský, David Výborný, Jan Hlaváč – Petr Sýkora, Josef Vašíček, Václav Varaďa.
Kanada: Martin Brodeur – Dan Boyle, Wade Redden, Ed Jovanovski, Robyn Regehr, Chris Phillips, Sheldon Souray , Scott Hannan – Shane Doan, Kris Draper, Kirk Maltby – Rick Nash, Joe Thornton, Simon Gagne – Dany Heatley, Brendan Morrison, Ryan Smyth – Scott Walker, Patrick Marleau, Brenden Morrow.

### O 3. místo
Švédsko –  Rusko 3:6 (2:3, 0:3, 1:0)
15. května 2005 (16:15) – Vídeň (Wiener Stadthalle)

Branky Švédska: 8:11 Ronnie Sundin, 19:13 Henrik Zetterberg, 42:46 Henrik Sedin

Branky Ruska: 1:02 Maxim Afinogenov, 3:58 Maxim Afinogenov, 15:24 Alexej Kovaljov, 21:33 Alexandr Ovečkin, 25:57 Alexej Jašin, 28:43 Alexandr Sjomin

Rozhodčí: Reiber – Laschowski (CAN), Halecký (SVK)

Vyloučení: 6:6 (1:0)

Diváků: 8 000
Švédsko: Lundqvist (21. Holmqvist) – Kronwall, Bäckman, Rhodin, Norström, R. Sundin, M. Johansson, S. Lindström – Höglund, Nordström, Jörgen Jönsson – Franzén, Pahlsson, Kahnberg – Zetterberg, Alfredsson, Hedström – M. Samuelsson, Henrik Sedin, Daniel Sedin – Weinhandl.
Rusko: Sokolov – Vyšedkevič, A. Markov, Rjazancev, Proškin, Gusev, Kalinin, Denisov – Kovaljov, Dacjuk, Charitonov – Afinogenov, Malkin, Ovečkin – Viktor Kozlov, Jašin, Sjomin – Kovalčuk, Zinovjev, Antipov – Něprjajev.

### O udržení
| P  | Tým       | Z | V | R | P | GV | GI | +/- | B |
| -- | --------- | - | - | - | - | -- | -- | --- | - |
| 13 | Slovinsko | 3 | 2 | 0 | 1 | 11 | 14 | -3  | 4 |
| 14 | Dánsko    | 3 | 2 | 0 | 1 | 10 | 9  | +1  | 4 |
| 15 | Německo   | 3 | 1 | 1 | 1 | 13 | 6  | +7  | 3 |
| 16 | Rakousko  | 3 | 0 | 1 | 2 | 7  | 12 | -5  | 1 |

 Slovinsko –  Dánsko 4:3 (0:3, 1:0, 3:0)
6. května 2005 (16:15) – Innsbruck (Olympiahalle Innsbruck)

Branky Slovinska: 37:26 Jan, 43:47 Kopitar, 44:10 Rožič, 51:15 Terglav

Branky Dánska: 5:05 Damgaard, 11:55 K. Degn, 12:17 Nielsen

Rozhodčí: Šindler (CZE) – Feola (USA), Takula (SWE)

Vyloučení: 10:6 (0:1, 1:0)

Diváků: 2 500
Slovinsko: Glavič – Ciglenečki, Varl, Zajc, Goličič, Dervarič, Robar, Sotlar, Klinar – Jan, Kopitar, M. Rodman – Rožič, Razingar, Žagar – Terglav, Avgustinčič, Kontrec – Šivic, Hafner, D. Rodman.
Dánsko: P. Hirsch – Schioldan, Dahlmann, Andreasen, Damgaard, Akesson, Johnsen, Möller – Andersen, Green, K. Degn – Regin, F. Nielsen, Kjargaard – L. Degn, True, Monberg – Smidt, Grey.
 Rakousko –  Německo 2:2 (0:2, 1:0, 1:0)
6. května 2005 (16:15) – Vídeň (Wiener Stadthalle)

Branky Rakouska: 22:24 A. Lakos, 51:06 A. Lakos

Branky Německa: 2:42 Kathan, 16:09 A. Barta

Rozhodčí: Matsuoka – Doucette (CAN), Šeljanin (RUS)

Vyloučení: 5:6 (1:0)

Diváků: 6 000
Rakousko: Brückler – A. Lakos, Viveiros, Unterluggauer, Ulrich, P. Lakos, Lukas, Klimbacher – Setzinger, Kalt, Welser – Trattnig, T. Pöck, Ressmann – Ch. Harand, Kaspitz, Peintner – Schuller, Schaden, Raimund Divis – P. Harand.
Německo: Müller – Ehrhoff, Schubert, Retzer, Kopitz, Bakos, Renz, Schauer, Pyka – Fical, M. Goc, Kreutzer – T. Martinec, Benda, Hecht – Lewandowski, Boos, Furchner – Felski, A. Barta, Kathan.
 Rakousko –  Dánsko 3:4 (3:1, 0:2, 0:1)
8. května 2005 (12:15) – Innsbruck (Olympiahalle Innsbruck)

Branky Rakouska: 11:05 P. Lakos, 18:06 Unterluggauer, 18:39 R. Lukas

Branky Dánska: 1:20 Nielsen, 32:02 Grey, 36:03 Green, 47:41 Nielsen

Rozhodčí: Minář (CZE) – Takula (SWE), Feola (USA)

Vyloučení: 6:6 (1:1, 0:1)

Diváků: 4 000
Rakousko: Brückler – A. Lakos, Viveiros, Unterluggauer, Ulrich, P. Lakos, R. Lukas, Stewart – Setzinger, Kalt, Welser – Trattnig, T. Pöck, Ressmann – Ch. Harand, Kaspitz, Peintner – Schuller, Schaden, Raimund Divis – P. Harand.
Dánsko: P. Hirsch (19. Madsen) – Andreasen, Damgaard, Schioldan, Dahlmann, Akesson, Möller, Johnsen – Andersen, Green, Kjargaard – Regin, F. Nielsen, Hansen – L. Degn, Monberg, K. Degn – Smidt, Grey, True -
Dresler.
 Slovinsko –  Německo 1:9 (0:3, 0:5, 1:1)
9. května 2005 (12:15) – Innsbruck (Olympiahalle Innsbruck)

Branky Slovinska: 49:06 Kontrec

Branky Německa: 3:35 M. Goc, 10:33 Kreutzer, 19:32 Hecht, 27:06 Benda, 27:59 Furchner, 28:46 Hecht, 30:58 Boos, 33:31 M. Goc, 48:26 T. Martinec

Rozhodčí: Minář (CZE) – Vaško (BLR), Feola (USA)

Vyloučení: 7:6 (0:4, 0:1)

Diváků: 2 000
Slovinsko: Glavič (34. Hočevar) – Varl, Ciglenečki, Zajc, Goličič, Dervarič, Robar, Sotlar, Klinar – Jan, Kopitar, M. Rodman – Rožič, Razingar, Žagar – Terglav, Avgustinčič, Kontrec – Šivic, Pretnar, D. Rodman.
Německo: Müller – Kopitz, Retzer, Ehrhoff, Schubert, Bakos, Renz, Schauer, Pyka – T. Martinec, Benda, Hecht – Fical, M. Goc, Kreutzer – Lewandowski, Boos, Furchner – Felski, A. Barta, Kathan.
 Německo –  Dánsko 2:3 (1:1, 1:1, 0:1)
10. května 2005 (12:15) – Innsbruck (Olympiahalle Innsbruck)

Branky Německa: 3:16 Hecht, 25:44 Boos

Branky Dánska: 14:00 Andreasen, 36:08 Grey, 49:28 K. Degn

Rozhodčí: Bulanov (RUS) – Pouzar (CZE), Fonselius (FIN)

Vyloučení: 7:7 (1:1)

Diváků: 1 000
Německo: Müller – Ehrhoff, Schubert, Kopitz, Retzer, Renz, Sulzer, Schauer, Pyka – Fical, M. Goc, Kreutzer – T. Martinec, Benda, Hecht – Lewandowski, Boos, Furchner – Felski, A. Barta, Kathan.
Dánsko: P. Hirsch – Andreasen, Damgaard, Schioldan, Dahlmann, Akesson, Möller, Johnsen – Andersen, Green, Kjargaard – Regin, F. Nielsen, Hansen – L. Degn, Monberg, K. Degn – Smidt, Grey, True – Dresler.
 Rakousko –  Slovinsko 2:6 (1:0, 0:3, 1:3)
11. května 2005 (20:15) – Innsbruck (Olympiahalle Innsbruck)

Branky Rakouska: 4:06 Kaspitz, 41:07 Unterluggauer

Branky Slovinska: 25:14 Jan, 34:05 M. Rodman, 36:48 Razingar, 45:42 Jan, 49:25 Jan, 51:41 Dervarič

Rozhodčí: Bulanov (RUS) – Laschowski (CAN), Vaško (BLR)

Vyloučení: 11:9 (1:2) + Unterluggauer (AUT) na 10 minut.

Diváků: 3 500
Rakousko: Brückler (50. Penker) – A. Lakos, Ulrich, Unterluggauer, T. Pöck, P. Lakos, R. Lukas, Stewart – Setzinger, Kalt, Welser – Trattnig, Kaspitz, Peintner – Ch. Harand, Raimund Divis, P. Harand – Schuller, Schaden, Horsky – Ressmann.
Slovinsko: Glavič – Varl, Ciglenečki, Dervarič, Robar, Zajc, Goličič, Sotlar, Klinar – Razingar, Kopitar, M. Rodman – Jan, Kontrec, Terglav – Rožič, Avgustinčič, Žagar – Šivic, Pretnar, D. Rodman.

## Statistiky

### Nejlepší hráči podle direktoriátu IIHF
| Brankář              | Tomáš Vokoun    |
| Obránce              | Wade Redden     |
| Útočník              | Alexej Kovaljov |
| Nejužitečnější hráč: | Joe Thornton    |

### All Stars
| Brankář         | Tomáš Vokoun    |
| Levý obránce    | Niklas Kronwall |
| Pravý obránce   | Marek Židlický  |
| Levé křídlo     | Rick Nash       |
| Střední útočník | Joe Thornton    |
| Pravé křídlo    | Jaromír Jágr    |

### Kanadské bodování
| Poř. | Kanadské bodování | Branky | Přihrávky | Body |
| ---- | ----------------- | ------ | --------- | ---- |
| 1.   | Joe Thornton      | 6      | 10        | 16   |
| 2.   | Rick Nash         | 9      | 6         | 15   |
| 3.   | Simon Gagne       | 3      | 7         | 10   |
| 4.   | Žigmund Pálffy    | 5      | 4         | 9    |
| 4.   | Daniel Sedin      | 5      | 4         | 9    |
| 6.   | Daniel Alfredsson | 3      | 6         | 9    |
| 7.   | Jaromír Jágr      | 2      | 7         | 9    |
| 8.   | Alexandr Ovečkin  | 5      | 3         | 8    |
| 9.   | Ľubomír Višňovský | 2      | 6         | 8    |
| 9.   | Václav Prospal    | 2      | 6         | 8    |

### Konečné pořadí
| 69. | Mistrovství světa | Z | V | R | P | Skóre | B  |
| --- | ----------------- | - | - | - | - | ----- | -- |
| 1.  | Česko             | 9 | 8 | 0 | 1 | 25:9  | 16 |
| 2.  | Kanada            | 9 | 6 | 1 | 2 | 35:24 | 13 |
| 3.  | Rusko             | 9 | 5 | 3 | 1 | 29:20 | 13 |
| 4.  | Švédsko           | 9 | 6 | 0 | 3 | 37:23 | 12 |
| 5.  | Slovensko         | 7 | 4 | 1 | 2 | 24:17 | 9  |
| 6.  | USA               | 7 | 3 | 3 | 1 | 23:12 | 9  |
| 7.  | Finsko            | 7 | 2 | 4 | 1 | 17:17 | 8  |
| 8.  | Švýcarsko         | 7 | 3 | 1 | 3 | 15:13 | 7  |
| 9.  | Lotyšsko          | 6 | 2 | 1 | 3 | 12:19 | 5  |
| 10. | Bělorusko         | 6 | 2 | 0 | 4 | 9:11  | 4  |
| 11. | Ukrajina          | 6 | 1 | 1 | 4 | 7:14  | 3  |
| 12. | Kazachstán        | 6 | 1 | 0 | 5 | 5:12  | 2  |
| 13. | Slovinsko         | 6 | 2 | 0 | 4 | 12:32 | 4  |
| 14. | Dánsko            | 6 | 2 | 0 | 4 | 12:20 | 4  |
| 15. | Německo           | 6 | 1 | 1 | 4 | 15:15 | 3  |
| 16. | Rakousko          | 6 | 0 | 1 | 5 | 10:29 | 1  |